# Казе Вја Пикола (Ређо Емилија)
Казе Вја Пикола је насеље у Италији у округу Ређо Емилија, региону Емилија-Ромања.
Према процени из 2011. у насељу је живело 19 становника. Насеље се налази на надморској висини од 22 м.